# 建仁寺
建仁寺（けんにんじ）は、京都市東山区にある臨済宗建仁寺派の大本山の寺院。山号は東山（とうざん）。本尊は釈迦如来。開基（創立者）は源頼家、開山は栄西である。かつて京都五山の第3位であった。「建仁寺の学問面」などと呼ばれる。寺号は「けんにんじ」と読むが、地元では「けんねんさん」の名で親しまれている。
俵屋宗達の「風神雷神図」、海北友松の襖絵などの文化財を豊富に伝える。山内の塔頭としては、桃山時代の池泉回遊式庭園で有名であり、貴重な古籍や漢籍・朝鮮本などの文化財も多数所蔵していることで知られる両足院などがある。また、豊臣秀吉を祀る高台寺や、「八坂の塔」のある法観寺は建仁寺の末寺である。
なお、しばしば日本最初の禅寺といわれるが、これは間違いで、博多の聖福寺（妙心寺派）が最初の禅寺である。

## 歴史
日本に臨済宗を正式に伝えたのは栄西であるとされている。栄西は永治元年（1141年）、備中国に生まれた。13歳で比叡山に上り翌年得度（出家）。仁安3年（1168年）と文治3年（1187年）の2回、南宋に渡航した。1度目の渡宋はわずか半年であったが、2度目の渡宋の際、臨済宗黄龍派（おうりょうは）の虚庵懐敞（きあんえじょう）に参禅した。
建久2年（1191年）、虚庵から印可（師匠の法を嗣いだという証明）を得て帰国する。当時、京都では比叡山延暦寺の勢力が強大で、禅寺を開くことは困難であった。栄西は初め九州博多に聖福寺を建て、のち鎌倉に移り、北条政子の援助で正治2年（1200年）に建立された寿福寺の開山となる。
その2年後の建仁2年（1202年）、鎌倉幕府2代将軍源頼家の援助を得て、元号を寺号とし、京都における臨済宗の拠点として建立されたのが建仁寺である。伽藍は宋の百丈山に擬して造営された。
創建当時の建仁寺は真言院・止観院を構え、天台・真言・禅宗の3宗並立であった。これは当時の京都では真言、天台の既存宗派の勢力が強大だったことが背景にある。
寛元4年（1246年）6月と翌寛元5年（1247年）、そして建長8年（1256年）7月に焼失し衰微した。しかし、正嘉元年（1258年）5月、東福寺開山の円爾（聖一国師）が当山に入寺し仏殿などを復興する。翌、正元元年（1259年）には宋僧の蘭渓道隆が11世住職として入寺し、臨済禅道場となりこの頃から純粋禅の寺院となる。文永2年（1265年）には臨済禅寺となり、寺名を建寧寺に改名する。
暦応3年（1340年）10月には佐々木道誉による妙法院焼き討ちの際に輪蔵、開山堂、塔頭瑞法庵などが類焼している。
康永元年（1342年）寺名を建仁寺に戻す。
康安元年（1361年）南北朝の戦乱に巻き込まれた幼少期の足利義満の避難先となった。
応永4年（1397年）11月、焼失。応仁の乱に巻き込まれて焼失。文明13年（1481年）にも炎上している。当寺は火災が多く創建当時の建物は残っていない。
天正年間（1573年 - 1592年）に安国寺恵瓊が復興に努め、江戸時代にも修理が継続して行われた。
慶長19年（1614年）には徳川家康により寺領820石が安堵されている。
明治元年（1868年）には廃仏毀釈により34院あった塔頭が14院となった。
1924年（大正13年）9月29日、修業中の尼僧により放火され、1000坪の境内の本堂・庫裡書院など建物3棟が全焼。国宝など文化財は無事だったが、大統院に下宿していた仏教学者らの貴重な資料も焼失した。
1930年（昭和5年）、本堂再建。
1934年（昭和9年）9月21日、室戸台風接近による強風のため庫裏が倒壊。
当寺の西にはかつての鎮守社であった京都ゑびす神社がある。

## 境内
- 法堂（京都府指定有形文化財） - 仏殿（本尊を安置する堂）と法堂（はっとう、講堂にあたる）を兼ねている当寺の本堂。明和2年（1765年）再建。また、2002年（平成14年）創建800年を記念して天井に小泉淳作により「双龍図」が描かれた。方丈と渡り廊下で繋がっている。
- 庫裏（京都府指定有形文化財） - 本坊。文化11年（1814年）再建。
- 方丈（重要文化財） - 長享元年（1487年）の建立で、もと安芸国の安国寺にあり、安国寺恵瓊が慶長4年（1599年）に建仁寺に移築したもの。東側に設けられた大玄関を介して本坊と連結する。創建当初は杮葺であったが元文元年（1736年）に瓦葺きに改められた。建物の外周すべてに建具が入り壁が少ない構造のためか、1934年（昭和9年）の室戸台風で倒壊し、1940年（昭和15年）に創建当初の杮葺で復旧された。その後1962年（昭和37年）に銅板葺きに改められていたが、2013年（平成25年）に杮葺に復した。各室には桃山時代の画壇を代表する画家の一人である海北友松の水墨障壁画があったが、現在は襖から掛軸に改装され、京都国立博物館に寄託されている。台風被害の復旧後は、日本画家橋本関雪による障壁画『生生流転』（しょうじょうるてん）『伯楽』『深秋』『蕭條』『松韻（寒山子）』（計60面、1940年完成）が設置されている[6]。
- 方丈前庭「大雄苑」 - 枯山水庭園。1940年（昭和15年）の作庭。
- 織田信長供養塔 - 七重石塔。織田有楽斎が建立した。元は十三重石塔。
- 庭園「〇△□乃庭」 - 2006年（平成18年）北山安夫による作庭。
- 小書院
- 庭園「潮音庭」
- 大書院
- 冨春閣
- 安国寺恵瓊の墓
- 納骨堂
- 茶室「東陽坊」 - 天正15年（1587年）に行われた北野大茶会の際に千利休の高弟・真如堂東陽坊長盛が好んだと伝えられる茶室。二畳台目下座床の席。構成・意匠ともに薮内家の燕庵に共通する点が多く見られる。1892年（明治25年）に当寺境内に移され、大正年間（1912年 - 1926年）に現在地に移築された。
- 清凉軒
- 向唐門（京都府指定有形文化財） - 寛文年間（1661年 - 1673年）建立。
- 西の鐘楼（小鐘楼、京都府指定有形文化財） - 寛文12年（1672年）建立。
- 東の鐘楼（大鐘楼、京都府指定有形文化財） - 元和8年（1622年）再建。梵鐘は「陀羅尼の鐘」と呼ばれる。元は河原院にあったものとされる。
- 北門（京都府指定有形文化財） - 寛永年間（1624年 - 1645年）再建。
- 西門（総門、京都府指定有形文化財） - 文化年間（1804年 - 1818年）再建。
- 平成の茶園
- 開山堂 - 開山塔ともいう。開山栄西禅師の墓所。旧名を護国院、古くは興禅護国院と呼ばれていた。1884年（明治17年）再建。中には入定塔があり栄西禅師の木像が奉安されている。
  - 客殿
  - 経蔵
  - 楼門（宝陀門） - 開山栄西祖師八百年大遠諱の慶讃事業として楼門修復工事が行われ、2013年（平成25年）1月に完了した。この楼門はもともと京都宇多野鳴滝にある建仁寺派妙光寺にあったもので、1885年（明治18年）に移築された[7]。
- 洗鉢池
- 明星殿（楽神廟、楽大明神、京都府指定有形文化財） - 吉備津神社の末社である「楽の社」の神を楽大明神として祀る。江戸時代前期の建立。虚空蔵菩薩を本地仏とする。縁日は11月13日。
- 浴室（京都府指定有形文化財） - 寛永5年（1628年）三江紹益によって建立された。2002年（平成14年）に現在地に移される。湯気で身体を温める蒸し風呂である[8]。
- 霊洞院（れいとういん） - 建仁寺の僧堂（専門道場）。元は建仁寺26世の慈照高山（法燈派）を追請開山とする塔頭で、弟子の海雲禅慧らが創建した。天文21年（1552年）に焼失し、天文23年（1554年）に再建された。その後嘉永6年（1853年）に改築される。左辺亭竹田黙雷の時に禅堂が創建された。
- 三門 - 「望闕楼」（ぼうけつろう）の別称がある。静岡県浜松市（旧浜名郡雄踏町）の安寧寺から1923年（大正12年）に移築したもので、江戸時代末期の建築である。
- 放生池
- 勅使門（重要文化財） - 寺の南側正面、八坂通に面した四脚門。平教盛もしくは平重盛の館門を応仁の乱後に移築したものと伝えるが定かでない。様式的には鎌倉時代末頃の建築である。柱や扉に矢が刺さった痕跡があり、「矢の根門」「矢立門」とも呼ばれる。

### 塔頭
明治時代の廃仏毀釈により多くの塔頭が失われ、現在は14院が残る。
- 正伝永源院（しょうでんえいげんいん） - 建仁寺の真北に位置する。前身は正伝院・永源庵であり、かつては別個の塔頭であった。
  - 正伝院（しょうでんいん） - 鎌倉時代の創建、開山は建仁寺12世義翁紹仁。当初は祇園の地にあった。応仁の乱以後荒廃するが、大坂冬の陣ののち京都に隠居した織田有楽斎が元和4年（1618年）に復興、本院に住して茶道を極めた（「如庵」も参照）。
  - 永源庵（えいげんあん） - 南北朝時代の創建、開山は建仁寺39世無涯仁浩。細川頼有がこの無涯仁浩を師として禅に帰依したことが縁で、以後永源庵は和泉上守護家細川氏8代の菩提寺となり、さらにこの系統から出た細川幽斎・細川忠興父子を祖とする熊本藩主細川氏の菩提寺の一つともなった。

両塔頭とも幕末から明治維新の混乱期に衰退し、特に永源庵は明治初年にはすでに無住となっていたことから、廃仏毀釈ですぐに廃寺と決まってしまった。ところが永源庵は建仁寺の真北に位置する塔頭だったことが幸いして建物そのものが直ちに破壊されなかったため、廃仏毀釈を生き残った正伝院がこの永源庵の跡地に移転することになった。その後正伝院は、細川侯爵家の菩提寺たる永源庵の名を絶やすには忍びないということで、寺名を旧両塔頭の名を合わせた正伝永源院と改め今日に至っている。
- 常光院（じょうこういん） - 温中宗純を開山とする。温中宗純は妙心寺派の禅僧である。慶長9年（1604年）に豊臣秀吉の親族である木下家定が中興した。1872年（明治5年）に替え地を得て、現地に移建される。
  - 木下家定の墓。
- 清住院（せいじゅういん） - 蘭洲良芳の塔頭で、蘭州は永和4年（1378年）に54世として建仁寺に住持した。足利義満から厚い信頼を受けた五山文学僧である。1873年（明治6年）に花見小路通から現地に移る[9]。
- 興雲庵（こううんあん） - 陀枳尼尊天（だきにそんてん）が興雲庵の鎮守稲荷として祀られている。
- 堆雲軒（たいうんけん） - 正平元年（1346年）霊洞院の正中西堂禅師の建立による塔頭。
- 久昌院（きゅうしょういん） - 建仁寺境内の西側に位置する。慶長13年（1608年）に前加納藩主であった奥平信昌が三江紹益を開山に迎えて創建した奥平氏の菩提寺で、九昌院の名前は信昌の法号から名付けられたといわれている。

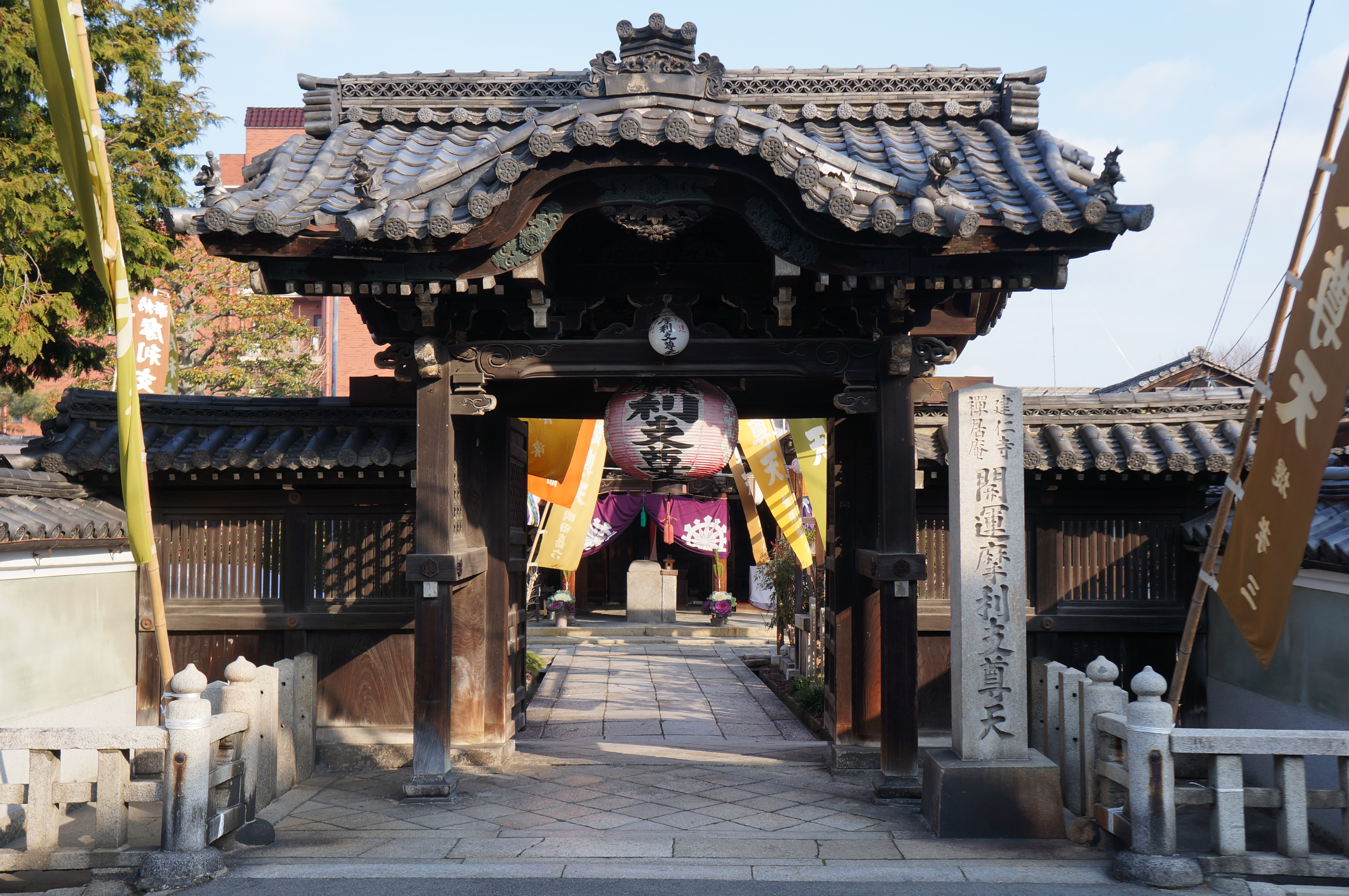
禅居庵（京都市東山区）

- 禅居庵（ぜんきょあん） - 開山は元僧である大鑑禅師（清拙正澄 1274年 - 1339年）。境内の中には摩利支天堂がある。境内には狛犬ではなく狛猪がある。
- 大中院（だいちゅういん） - 建仁寺北門前の花見小路通の南端東側に位置している。大中院は東海竺源（1270年 - 1344年）が開山である。何度も戦乱と大火により焼失するが、復興を繰り返した。方丈は南面し、雪窓和尚が再建した当時の遺構といわれている。方丈の室中正面には、後光厳天皇筆の扁額「勅諡安威禅師」が掲げられ、本尊白衣観世音菩薩立像が安置されている。
- 西来院（せいらいいん） - 開山は宋から来た蘭渓道隆（らんけい どうりゅう、1218年 - 1278年）である。北条時頼の招聘で蘭渓道隆は鎌倉にある建長寺の開山となった名僧であり、大覚禅師といわれ日本で禅師号を与えられた最初の禅僧でもある。そして兀庵普寧（ごったん ふねい）の来日を機に、蘭渓道隆は弘長2年（1262年）建仁寺11世住持に迎えられ、塔頭西来院の開山となった。西来院の本堂は内陣中央正面に、大覚禅師の等身木造坐像を安置している。非公開寺院であったが、改修後の2024年3月23日より一般公開が行われた。
- 両足院（りょうそくいん） - 開山は建仁寺35世龍山徳見とする[10]。もとは知足院といい、その寮舎であった也足軒と合併し両足院となったともいう。戦国武将、黒田長政に所縁の塔頭で、元は鞍馬にあった毘沙門天像を兜の中に入れ、関ヶ原の戦いで活躍したとのいわれがあり、明治時代に黒田侯爵家から像が寄進され、毘沙門天堂に祀られた。両足院は南宋の僧、林浄因が饅頭の文化を日本に伝えた寺とされ、饅頭始祖の寺としても知られている。他にも織田有楽斎好みの茶室「水月亭」や「臨池亭」がある[11]。
  - 儒者三輪執斎の墓。
  - 宋版『東坡集』（111巻中53巻分）を所蔵する。[12]
- 大統院（だいとういん） - 建仁寺境内の南東の端に位置する。夢窓疎石の法嗣である、青山慈永（1302年 - 1369年）を開山として観応3年（1352年）に創建された寺院。本尊は聖観音である。
- 霊源院（れいげんいん）
- 六道珍皇寺（ろくどうちんのうじ） - 境外塔頭。

## 文化財

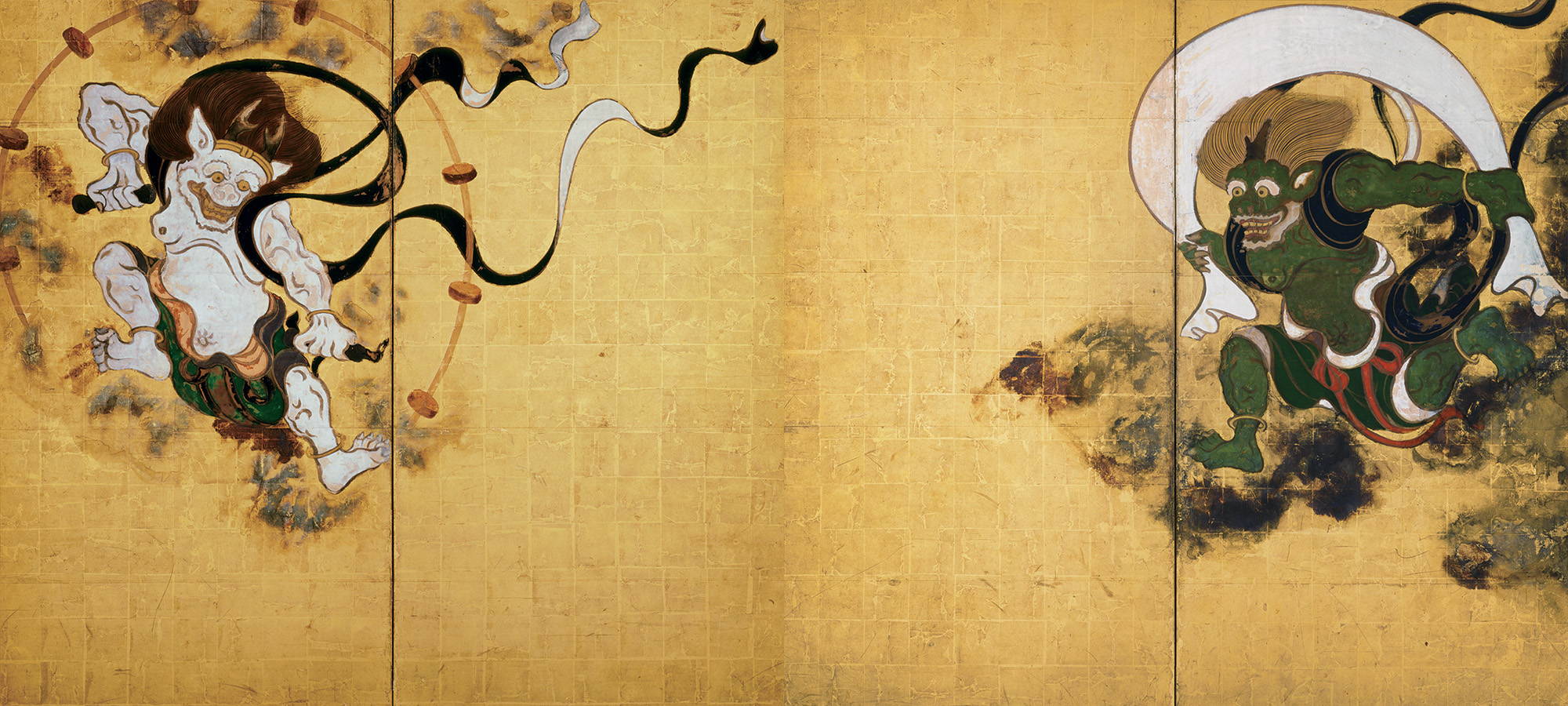
風神雷神図

### 国宝
- 風神雷神図 - 俵屋宗達筆。金地の二曲一双屏風のそれぞれに風神と雷神を描く。たっぷりと取られた余白が広い空間を暗示し、天空を駆ける両神のダイナミックな動きを感じさせる。印も落款も無いが、俵屋宗達の代表作として名高い。原本は京都国立博物館に寄託され、常時の公開はされていないが、複製の屏風および陶板は建仁寺で見ることができる。元々は京都の豪商・打它公軌（うだきんのり/糸屋十右衛門）が建仁寺派である妙光寺再興の記念に俵屋宗達に製作を依頼したもので、その後、 妙光寺 (京都市) から建仁寺に寄贈された。

### 重要文化財
- 方丈
- 勅使門
- 絹本著色十六羅漢像 16幅
- 紙本墨画竹林七賢図 16幅 - 方丈室中 旧障壁画。
- 紙本墨画花鳥図 8幅 - 方丈書院の間 旧障壁画。
- 紙本淡彩琴棋書画図 10幅 - 方丈衣鉢の間 旧障壁画。
- 紙本墨画雲竜図 8幅 - 方丈礼の間 旧障壁画。
- 紙本墨画山水図 8幅 - 方丈檀那の間 旧障壁画。
- 一山一寧墨蹟 雪夜作 - 正和乙卯臘月。
- 明恵上人筆消息 - 上覚御坊宛
- 宋拓石橋可宣筆三自省 3幅
- 三彩兕觥形香炉（じこうがたこうろ） 奥田頴川作 - 2017年度指定[13][14]。

※「竹林七賢図」「花鳥図」「琴棋書画図」「雲竜図」「山水図」は、海北友松一派の筆になる方丈旧障壁画であり、襖絵から掛軸に改装されている。
※典拠：2000年（平成12年）までの指定物件については、『国宝・重要文化財大全 別巻』（所有者別総合目録・名称総索引・統計資料）（毎日新聞社、2000）による。

### 京都府指定有形文化財
2010年（平成22年）3月23日付で指定。
- 法堂
- 浴室
- 大鐘楼
- 小鐘楼
- 楽神廟
- 西門
- 北門
- 向唐門
- 庫裏

### 京都市登録無形民俗文化財
- 建仁寺四頭茶礼

四頭茶会は、永治元年（1141年）4月20日に生まれた建仁寺開山の明菴栄西禅師の誕生日に合わせて、4月20日に開山降誕会の行事として開催される。栄西の遺徳を偲び慶讃法要を厳修し、建仁寺本坊の大方丈での古式にのっとった四頭の茶会。そのほか当日は、裏千家、表千家などの副席もあって、茶道を志す方にとっては関心のある儀式といえる。
栄西禅師の頂相を懸けた大方丈室中に、一山の僧たちが入室し、「首楞厳経」が誦経される。厳かな法要の後、僧侶が退室、次いで初回の客たちの着席となる。
四頭茶会とは、茶の湯以前の禅院における喫茶儀礼であり、中国から茶種を持ち帰り喫茶の法をもたらしたとされる栄西の寺として、往時の古式作法をいまに伝えるものである。建仁寺では現在でも、朝夕などに番茶による茶礼が行われているが、四頭茶会は四名の正客におよび相伴客をもてなすための、特別な喫茶儀礼である。

## 坐禅会
臨済宗大本山建仁寺では、毎月坐禅会を開催している。坐禅会は開山栄西禅師こと千光国師から名前をとって「千光会」と呼ばれている。

## 主な行事
- 四頭茶会（開山降誕会）4月20日 開山栄西禅師誕生を祝する法要。その後茶祖を顕彰するため四頭茶会が催される。
- 開山忌 6月5日 明庵栄西の忌日法要。裏千家家元の献茶が行われる。
- 布薩会 7月30日 開山栄西禅師が伝来した独自の様式を持つ。もとは半月ごとに戒律の経典を聴いて罪を懺悔し、戒律を保つようにする懴悔受戒の儀式で、現在は年に1度開催されている。
- 頼家忌 8月18日 開基の源頼家の忌日法要。

## 仏像盗難事件
2009年（平成21年）1月31日に木造十一面観音坐像が何者かに盗まれたが、同年3月2日盗んだ男が逮捕され、無事仏像は押収された。

## 交通アクセス
- 祇園四条駅（京阪本線）徒歩7分
- 京都河原町駅（阪急京都本線）徒歩10分
- 京都市営バス 「東山安井」バス停（80・86・202・206・207系統）より徒歩5分

## 周辺情報
- 安井金比羅宮
- 六道珍皇寺
- 六波羅蜜寺
- 祇園甲部歌舞練場
- 法観寺
- 高台寺